# Miradouro da Ponta da Ferraria

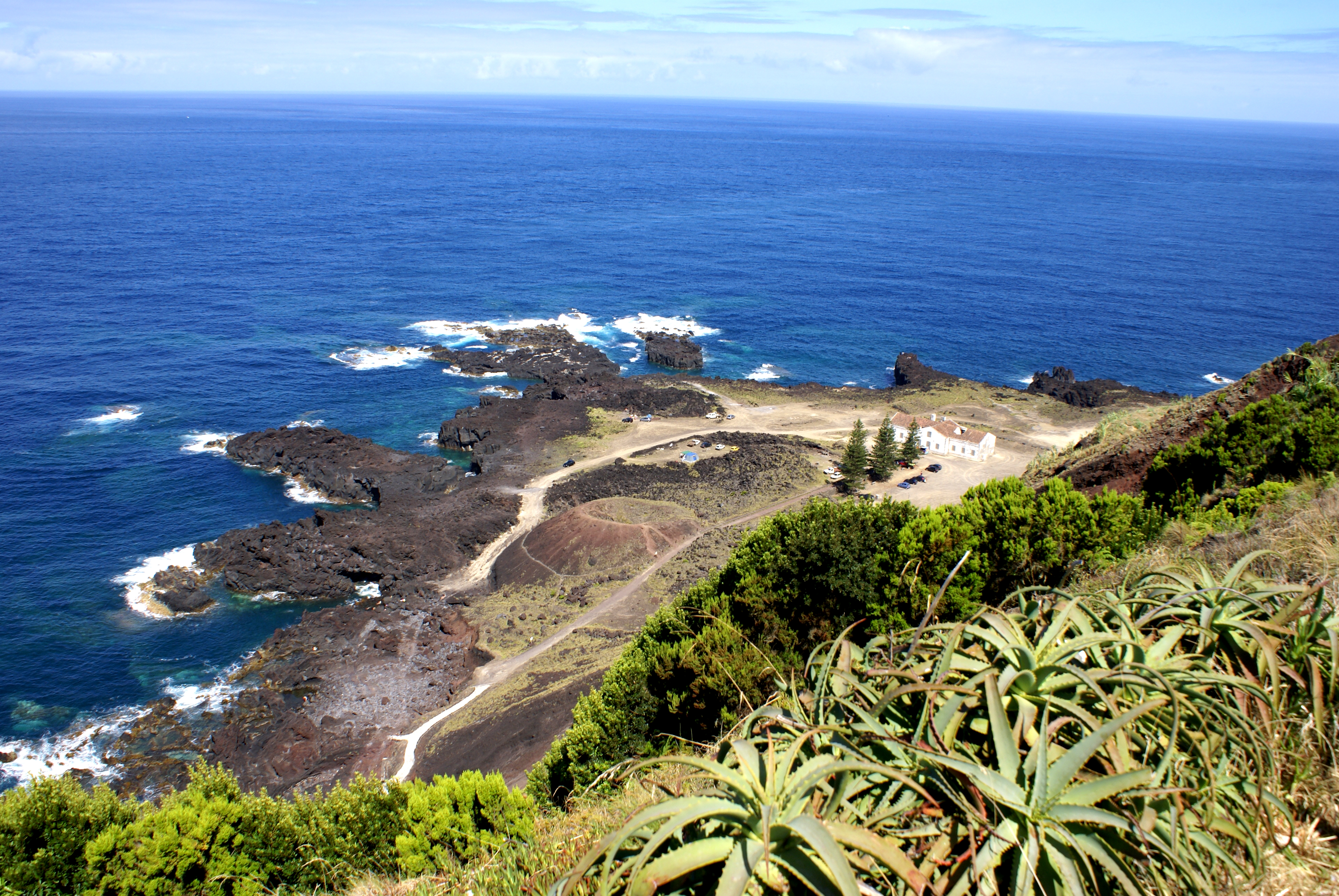
Miradouro da Ponta da Ferraria ou Miradouro da Ilha Sabrina.

O Miradouro da Ponta da Ferraria também denominado Miradouro da ilha Sabrina é um miradouro português localizado na freguesia dos Ginetes, concelho de Ponta Delgada, ilha de São Miguel, arquipélago dos Açores.
Este miradouro oferece uma vista ampla sobre a Ponta da Ferraria, o Farol da Ponta da Ferraria e parte da área abrangida pelo Monumento Natural Regional do Pico das Camarinhas e Ponta da Ferraria.